# Carmine Appice
Carmine Appice, född 15 december 1946 i New York, är en amerikansk rocktrummis som har spelat i band som Vanilla Fudge, Cactus, Paul Stanley, Ozzy Osbourne, Rod Stewart, Beck, Bogert & Appice med flera. Han är bror till hårdrockstrummisen Vinny Appice som har spelat med bland andra Dio och Black Sabbath. Carmine Appice har en stjärna på Walk of Fame.

## Diskografi
Appice (med sin bror Vinny Appice)
- Sinister (2017)

Carmine Appice
- Rockers (1981)
- Carmine Appice's Guitar Zeus (1995)
- Carmine Appice's Guitar Zeus 2: Channel Mind Radio (1997)
- Carmine Appice's Guitar Zeus Japan (1999)
- Carmine Appice's Guitar Zeus Korea (2002)
- V8 (2008)
- Carmine Appice's Guitar Zeus: Conquering Heroes (double CD) (2009)
- Carmine Appice's Guitar Zeus 25th Anniversary (2021)

Appice Perdomo Project (med Fernando Perdomo)
- Energy Overload (2021)

Beck, Bogert & Appice
- Beck, Bogert & Appice (1973)
- Live in Japan (1973)

Blue Murder
- Blue Murder (1989)
- Nothin' But Trouble (1993)

Cactus
- Cactus (1970)
- One Way...Or Another (1971)
- Restrictions (1971)
- 'Ot 'n' Sweaty (1972)
- Fully Unleashed: The Live Gigs (2004)
- Cactus V (2006)
- Fully Unleashed: The Live Gigs Vol. II (2007)
- Black Dawn (2016)
- Tightrope (2021)

Char, Bogert & Appice
- Live in Japan (1999)

Derringer, Bogert & Appice
- Doin' Business As… (2001)

DNA
- Party Tested (1983)

Jan Akkerman
- Tabernakel (1974)

KGB
- KGB (1976)
- Motion (1976)

King Kobra
- Ready to Strike (1985)
- Thrill of a Lifetime (1986)
- King Kobra III (1988)
- Hollywood Trash (2001)
- King Kobra (2011)
- King Kobra II (2013)

Marty Friedman
- True Obsessions (1996)

Michael Schenker
- Temple of Rock (2011)

Mother's Army
- Mothers Army (1993)
- Planet Earth (1997)

Pappo's Blues
- Caso Cerrado (1995)

Paul Stanley
- Paul Stanley (1978)

Pearl
- Pearl (1997)
- 4 Infinity (1998)

Pink Floyd
- "Dogs of War" from A Momentary Lapse of Reason (1987)

Rated X
- Rated X (2014)

Rod Stewart
- Foot Loose & Fancy Free (1977)
- Blondes Have More Fun (1978)
- Foolish Behaviour (1980)
- Tonight I'm Yours (1981)

Sly Stone
- I'm Back! Family & Friends (2011)

Ted Nugent
- Nugent (1982)

Travers & Appice
- It Takes A Lot of Balls (2004)
- Live at the House of Blues (2005)
- Bazooka (2006)

Vanilla Fudge
- Vanilla Fudge (1967)
- The Beat Goes On (1968)
- Renaissance (1968)
- Near the Beginning (1969)
- Rock & Roll (1969)
- Mystery (1984)
- The Best of Vanilla Fudge Live (1991)
- 2001/The Return/Then And Now (2001)
- The Real Deal – Vanilla Fudge Live (2003)
- Out Through the In Door (2007)
- Orchestral Fudge/When Two Worlds Collide (2008)
- Box of Fudge (2010)
- Spirit Of '67 (2015)

Vargas, Bogert & Appice
- Javier Vargas, Tim Bogert, Carmine Appice: Featuring Paul Shortino (2011)

### Med andra
- Hear 'n Aid - "Stars" (1986)
- Cozy Powell Tribute – Cozy Powell Forever (1998)
- Moonstone Project – Time to Take a Stand/Hidden in Time (2006)
- Who Are You – An All-Star Tribute to the Who (2012)
- The Rod Experience (2014)
- Pat Travers - The Balls (2016)
- Chris Catena's Rock City Tribe – The Seventh Son (2020)